# Roma Open 2004
Il Roma Open 2004 è stato un torneo di tennis facente parte della categoria ATP Challenger Series nell'ambito dell'ATP Challenger Series 2004. Il torneo si è giocato a Roma in Italia dal 26 aprile al 2 maggio 2004 su campi in terra rossa.

## Vincitori

### Singolare
Nicolas Coutelot ha battuto in finale  Guillermo García López con il punteggio di 5–7, 7–5, 6–2

### Doppio
Kornel Bardoczky /  Gergely Kisgyorgy hanno battuto in finale  Daniele Giorgini /  Manuel Jorquera con il punteggio di 7–6(4), 4–6, 6–4